# Гарза, Люка
Люка Гарза (англ. Luka Garza; род. 27 декабря 1998, Вашингтон) — американский профессиональный баскетболист с боснийским корнями, играющий на позиции центрового. Выступает за клуб НБА «Бостон Селтикс». На драфте НБА 2021 года был выбран во втором раунде под 52-м номером.

## Ранние годы и карьера за школу
Гарза вырос в пригороде Вирджинии города Вашингтон, округ Колумбия. Он научился играть в баскетбол у своего отца Фрэнка, который играл за команду университета Айдахо. Гарза смотрел видеокассеты, которые его отец собирал, с бывшими игроками Национальной баскетбольной ассоциации, такими как Карим Абдул-Джаббар, и пытался воссоздать их движения.
Будучи первокурсником школы Марет в Вашингтоне, он был ростом 6 футов и 7 дюймов (2.01 м), но не мог делать слэм-данк, пока не стал второкурсником. В старшей школе Гарзу тренировал Чак Дриселл, сын члена Зала славы баскетбола Лефти Дриселла. В старшем сезоне он набирал в среднем 24.6 очка, 11.7 подбора и 2.5 блок-шота за игру. Гарза привел Марет к титульному матчу Спортивной ассоциации округа Колумбии. Он ушел как лучший бомбардир своей школы за всю историю, набрав 1993 очка .

## Карьера за колледж

### Сезон первокурсника (2017—2018)
В своем дебютном матче за колледж против «Чикаго Стейт» Гарза набрал 16 очков. Он сделал свой первый дабл-дабл с 11 очками и 13 подборами в следующей игре против «Алабама Стейт» и был назван первокурсником недели Big Ten. На первом курсе Гарза набирал в среднем 12.1 очка и 6.4 подбора за игру.

### Сезон второкурсника (2018—2019)
Незадолго до второго курса Гарза перенес операцию по удалению кисты весом девять фунтов (4.1 кг), прикрепленной к его селезенке. В январе 2019 года он также получил растяжение связок лодыжки. На турнире NCAA у Гарзы было 20 очков и семь подборов, что помогло Айове победить «Цинциннати». На втором курсе он набирал в среднем 13.1 очка и 4.5 подбора за игру.

### Юношеский сезон (2019—2020)
6 декабря Гарза набрал 44 очка, третье место в истории Айовы, в игре против «Мичигана». Затем он набрал 21 очко и 10 подборов в победной игре над «Миннесотой». 12 декабря в матче против «Айова Стэйт» у Гарзы выпал зуб после удара локтем от товарища по команде Джо Уискампа. Гарза вернулся в игру и закончил с 21 очком и 11 подборами. В середине сезона он был включен в списки претендентов на награды Джона Вудена, Оскара Робертсона и Приз Нейсмита. В конце регулярного сезона он был назван баскетболистом года конференции Big Ten. Затем он был признан баскетболистом года по версии Sporting News. В юношеском возрасте Гарза набирал в среднем 23.9 очка и 9.8 подбора за игру, включаясь в первую всеамериканскую сборная NCAA. По окончании сезона Гарpа выставил свою кандидатуру на драфте НБА 2020 года. 2 августа он объявил, что отказывается от него и возвращается в «Айову».

### Старший сезон (2020—2021)
27 ноября Гарза набрал рекордные для Карвер-Хокай Арены 41 очко, 36 из которых в первом половине, при реализации бросков 14 из 15, сделав девять подборов и три блок-шота в победной игре против «Саузерн Ягуарс». Он присоединился к Джону Джонсону как игрок в истории франшизы, набравший 40 очков за две игры. 2 февраля 2021 года Гарза набрал своё 2000-е очко в победном матче против «Мичиган Стейт». 21 февраля он набрал 23 очка и 11 подборов в игре против «Пенн Стейт», превзойдя Роя Марбла и став лучшим бомбардиром «Айовы» за всё время. Чуть позже спортивный директор Гэри Барта объявил, что выводит номер Гарзы (55) из обращения.
В конце сезона Гарза снова был назван баскетболистом года по версии журнала Sporting News, став первым неоднократным победителем после Майкла Джордана (1983 и 1984). Он набирал в среднем 24.1 очка и 8.7 подбора в старшем возрасте и стал первым игроком в истории мужской баскетбольной команды Айовы, который дважды был назван игроком года конференции Big Ten и игроком 1-й всеамериканской сборной NCAA.

## Карьера в НБА

### Детройт Пистонс (2021—2022)
На драфте НБА 2021 года был выбран во втором раунде под 52 номером клубом «Детройт Пистонс». 23 октября Гарза дебютировал в НБА, набрав 3 очка, 2 подбора, 2 перехвата и 1 передачу за шесть минут игры против «Чикаго Буллз». 23 ноября Гарза сделал свой первый старт в карьере, набрав 7 очков, 3 подбора и 2 передачи в игре против «Майами Хит». 26 декабря Гарза набрал рекордные в карьере 20 очков, а также 6 подборов и 2 передачи против «Сан-Антонио Спёрс». 1 января 2022 года Гарза сделал свой первый дабл-дабл в карьере, набрав 20 очков и 14 подборов за рекордные 40 минут игры в победе над «Спёрс». Вместе с товарищами по команде Хамиду Диалло и Саддиком Беем они стали первым трио в истории лиги, где каждый набрал 20 очков и 14 подборов в одной игре за более чем 40 лет.
29 июня 2022 года «Пистонс» отказались активировать опцию команды в контракте Гарзы, что сделало его свободным агентом.
В июле 2022 года Гарза присоединился к команде «Портленд Трэйл Блэйзерс» для участия в Летней лиге НБА 2022 года.

### Миннесота Тимбервулвз (2022—2025)
23 августа 2022 года Гарза подписал негарантированный контракт с командой «Миннесота Тимбервулвз». 15 октября 2022 года «Тимбервулвз» заключила с игроком двусторонний контракт. 
Гарза был назначен капитаном команды Люки на матче всех звезд Джи-Лиги сезона 2022/23. Гарза стал лучшим игроком матча после того, как привел свою команду к победе над командой Скута Хендерсона, набрав 23 очка и сделав восемь подборов.
3 июля 2023 года Гарза подписал еще один двусторонний контракт с «Тимбервулвз».
4 апреля 2024 года контракт Гарзы был преобразован в стандартный контракт НБА, что лишило его статуса двустороннего игрока и позволило играть за «Тимбервулвз» во время плей-офф НБА 2024 года. Это произошло на следующий день после игры против «Торонто Рэпторс», в которой Гарза набрал 16 очков за 9 минут, что стало его максимальным показателем в сезоне.
6 июля 2024 года Гарза переподписал контракт с «Тимбервулвз».

### Бостон Селтикс (2025—настоящее время)
30 июня 2025 года стало известно, что Гарза подпишет двухлетний контракт на сумму 5,5 млн долларов с «Бостон Селтикс».

## Карьера за сборную
В сентябре 2020 года Гарза выразил заинтересованность представлять сборную Боснии и Герцеговины на международном уровне. В декабре 2021 года он сообщил репортеру, что завершил процесс получения двойного гражданства.

## Статистика

### НБА
| Сезон                                                                                    | Команда   | Регулярный сезон | Регулярный сезон | Регулярный сезон | Регулярный сезон | Регулярный сезон | Регулярный сезон | Регулярный сезон | Регулярный сезон | Регулярный сезон | Регулярный сезон | Регулярный сезон | Серия плей-офф | Серия плей-офф | Серия плей-офф | Серия плей-офф | Серия плей-офф | Серия плей-офф | Серия плей-офф | Серия плей-офф | Серия плей-офф | Серия плей-офф | Серия плей-офф |
| Сезон                                                                                    | Команда   | GP               | GS               | MPG              | FG%              | 3P%              | FT%              | RPG              | APG              | SPG              | BPG              | PPG              | GP             | GS             | MPG            | FG%            | 3P%            | FT%            | RPG            | APG            | SPG            | BPG            | PPG            |
| ---------------------------------------------------------------------------------------- | --------- | ---------------- | ---------------- | ---------------- | ---------------- | ---------------- | ---------------- | ---------------- | ---------------- | ---------------- | ---------------- | ---------------- | -------------- | -------------- | -------------- | -------------- | -------------- | -------------- | -------------- | -------------- | -------------- | -------------- | -------------- |
| 2021/22                                                                                  | Детройт   | 32               | 5                | 12,2             | 44,9             | 32,7             | 62,3             | 3,1              | 0,6              | 0,3              | 0,2              | 5,8              | Не участвовал  | Не участвовал  | Не участвовал  | Не участвовал  | Не участвовал  | Не участвовал  | Не участвовал  | Не участвовал  | Не участвовал  | Не участвовал  | Не участвовал  |
| 2022/23                                                                                  | Миннесота | 28               | 0                | 8,7              | 54,3             | 35,9             | 78,8             | 2,3              | 0,6              | 0,1              | 0,1              | 6,5              | Не участвовал  | Не участвовал  | Не участвовал  | Не участвовал  | Не участвовал  | Не участвовал  | Не участвовал  | Не участвовал  | Не участвовал  | Не участвовал  | Не участвовал  |
| 2023/24                                                                                  | Миннесота | 25               | 0                | 4,9              | 48,0             | 28,1             | 72,0             | 1,2              | 0,2              | 0,2              | 0,0              | 4,0              | 7              | 0              | 3,7            | 83,3           | 66,7           | 87,5           | 0,9            | 0,1            | 0,0            | 0,0            | 4,1            |
|                                                                                          | Всего     | 60               | 5                | 10,5             | 49,0             | 34,1             | 69,9             | 2,7              | 0,6              | 0,2              | 0,1              | 6,1              | Не участвовал  | Не участвовал  | Не участвовал  | Не участвовал  | Не участвовал  | Не участвовал  | Не участвовал  | Не участвовал  | Не участвовал  | Не участвовал  | Не участвовал  |
| Наведите курсор мыши на аббревиатуры в заголовке таблицы, чтобы прочесть их расшифровку. |           |                  |                  |                  |                  |                  |                  |                  |                  |                  |                  |                  |                |                |                |                |                |                |                |                |                |                |                |

## Колледж
| Сезон                                                                                   | Команда | GP  | GS  | MPG  | FG%  | 3P%  | FT%  | RPG | APG | SPG | BPG | PPG  |  |
| --------------------------------------------------------------------------------------- | ------- | --- | --- | ---- | ---- | ---- | ---- | --- | --- | --- | --- | ---- |  |
| 2017/18                                                                                 | Айова   | 33  | 26  | 21,7 | 55,7 | 34,8 | 68,1 | 6,4 | 1,1 | 0,3 | 1,0 | 12,1 |  |
| 2018/19                                                                                 | Айова   | 32  | 30  | 23,7 | 53,1 | 29,2 | 80,4 | 4,5 | 0,9 | 0,3 | 0,5 | 13,1 |  |
| 2019/20                                                                                 | Айова   | 31  | 31  | 32,0 | 54,2 | 35,8 | 65,1 | 9,8 | 1,2 | 0,8 | 1,8 | 23,9 |  |
| 2020/21                                                                                 | Айова   | 31  | 31  | 31,5 | 55,3 | 44,0 | 70,9 | 8,7 | 1,7 | 0,7 | 1,6 | 24,1 |  |
|                                                                                         | Всего   | 127 | 118 | 27,1 | 54,6 | 36,7 | 70,1 | 7,3 | 1,2 | 0,5 | 1,2 | 18,2 |  |
| Наведите курсор мыши на аббревиатуры в заголовке таблицы, чтобы прочесть их расшифровку |         |     |     |      |      |      |      |     |     |     |     |      |  |

## Личная жизнь
Отец Гарзы имеет испано-американское происхождение, а мать боснийского происхождения из Боснии и Герцеговины. Оба родителя Гарзы имеют баскетбольный опыт: его отец, Фрэнк, играл за команду Айдахо, а его мать, Шейла (урожденная Муфтич), профессионально играла в Европе. Его дед по отцовской линии, Джеймс Халм, играл в баскетбол в колледже на Гавайях. Его дядя по материнской линии, Теоман Алибегович, является лучшим бомбардиром сборной Словении по баскетболу за всю историю. Его двоюродные братья Амар Алибегович, Мирза Алибегович и Денис Алибегович — все профессиональные баскетболисты в Европе. Его дед по материнской линии, Рефик Муфтич, был опытным футбольным вратарем и всю свою карьеру провел в футбольном клубе «Сараево».
Мать Гарзы также является исполнительным помощником в посольстве Боснии и Герцеговины в Вашингтоне, округ Колумбия.